# Беренгар I
Беренгар I (на италиански: Berengario del Friuli; * ок. 840, † 7 април 924) е император на Свещената Римска империя от 915 до 924 г. и крал на Италия в годините 888 – 889, 896 – 901 и 905 – 924 г. Принадлежи към т.нар. национални крале на Италия.

## Произход. Маркграф на Фриули
Беренгар е едно от десетте деца на Еберхард († 866), маркграф на Фриули от род Унруохинги, и жена му Гизела († 874 г.) от род Каролинги, дъщеря на император Лудвиг Благочестиви и Юдит Баварска (Велфи).
Наследява баща си като маркграф на Фриули през 874 г.

## Управление
След свалянето от престола на Карл Дебели през 888 г. Беренгар е коронясан за крал на лангобардите чрез подкрепата на епископ Анселм от Милано. Когато източнофранксият крал Арнулф Кернтенски нахлува със своята войска, Беренгар му дава клетва за вярност в Тренто.
През 889 Беренгар е победен от своя опонент херцог Гуидо Сполетски в близост до река Требия (Гуидо е избран от папа Стефан VI за император на Свещената Римска империя през 891 г.). След смъртта на Гуидо през 894 кралят на Източно-франкското кралство Арнулф Кернтенски преминава през Алпите и атакува, и завзема Северна Италия. След оттеглянето на Арнулф през 895 г. Беренгар и сина на Гуидо, император Ламберт, херцог на Сполето, си поделят властта над Северна и Средна Италия. През 896 г. Ламберт е свален от власт († 898), а през 899 г. умира Арнулф Кернтенски. При тези обстоятелства Беренгар се опитва да обедини под своята власт цялото кралство на лангобардите.
Позицията на Беренгар е отслабена след неговите поражения в Унгария през 899, поради което Лудвиг III Слепи, крал на Бургундия, е повикан в Италия и през 901 е избран за император. Беренгар успява да измести Лудвиг едва през 905, когато го залавя при един от походите на Лудвиг в Италия. Затваря го във Верона. Въпреки това Беренгар успява да се възкачи на трона, едва когато е коронясан от Йоан X за император на Свещената Римска империя.
Постоянни въстания в Италия отслабват властта на Беренгар, а подбудителите на тези въстания – маркграфовете на Иврея и Тоскана, както и епископ Ламберт от Милано, успяват да отнемат короната на Беренгар и коронясват крал Рудолф II за крал на Италия. Рудолф влиза в битка с Беренгар в близост до Пиаченца на 29 юли 923 г. Малкото, останали му верни, се отчуждават от него, защото той вика на помощ унгарците. Във Верона е създаден заговор, целящ да убие Беренгар. На 7 април 924 заговорът успява.
След смъртта на Беренгар I тронът на Свещената Римска империя остава вакантен за период от около 60 години, до възкачването на Ото I Велики на власт.

## Наследници
Първи брак: през 880/890 с Бертила Сполетска († 915), дъщеря на херцог Супо II, граф на Парма, Асти и Торино; те имат три деца:
- дъщеря, ∞ за племенник на епископ Лиутвард от Верчели
- Гизела (* 880/885; † 13 юни 910), ∞ преди 900 г. за Адалберт I († 923, маркграф на Иврея), и има син Беренгар II (крал на Италия 950 – 961)
- Берта († сл. 952), 915 г. абтеса на Сан Салваторе в Бреша

Втори брак: с Ана, която не му ражда деца.